# Currock
Currock – dzielnica w Carlisle, w Anglii, w Kumbrii, w dystrykcie (unitary authority) Cumberland. W 2011 dzielnica liczyła 6218 mieszkańców.